# Сімон Мозер
Сімон Мозер (нім. Simon Moser, нар. 10 березня 1989, Берн) — швейцарський хокеїст, крайній нападник клубу НЛА «Берн». Гравець збірної команди Швейцарії.

## Ігрова кар'єра
Хокейну кар'єру розпочав на батьківщині 2007 року виступами за команду «Лангнау Тайгерс». Свій дебютний сезон Сімон завершив у складі ХК «Мартіньї». Наприкінці сезону 2012–13 «Тайгерс» втратив шанси на збереження прописки в лізі А і 7 червня 2013 Мозер погодився на дворічний контракт з клубом «Берн». 
Сезон 2013–14 він розпочав у тренувальному таборі клубу НХЛ «Нашвілл Предаторс» з яким 30 вересня 2013 уклав однорічну угоду. Початок сезону Сімон провів у складі фарм-клубу «Мілвокі Едміралс». 1 лютого 2014 крайній нападник дебютував у матчі проти «Сент-Луїс Блюз».
після завершення сезону Сімон відхилив пропозицію «хижаків» на продовження контракту та повернувся до Швейцарії, уклавши контракт з клубом «Берн». 13 січня 2015 сторони продовжили угоду ще на три роки з можливістю виступів за клуб НХЛ.
З сезону 2017–18 Мозер капітан «Берну» замість Мартіна Плюсса, який завершив кар'єру гравця. 
Був гравцем молодіжної збірної Швейцарії, у складі якої брав участь у 11 іграх. З 2011 року є постійним гравцем національної збірної Швейцарії.

## Нагороди та досягнення
- Срібний призер чемпіонату світу — 2013, 2018.
- Володар Кубка Швейцарії в складі «Берн» — 2015.
- Чемпіон Швейцарії в складі «Берн» — 2016, 2017, 2019.

## Статистика

### Клубні виступи
| Сезон        | Клуб                | Ліга         | Регулярний сезон | Регулярний сезон | Регулярний сезон | Регулярний сезон | Регулярний сезон | Плей-оф | Плей-оф | Плей-оф | Плей-оф | Плей-оф |
| Сезон        | Клуб                | Ліга         | І                | Г                | П                | О                | ШХ               | І       | Г       | П       | О       | ШХ      |
| ------------ | ------------------- | ------------ | ---------------- | ---------------- | ---------------- | ---------------- | ---------------- | ------- | ------- | ------- | ------- | ------- |
| 2007–08      | «Лангнау Тайгерс»   | НЛА          | 4                | 1                | 0                | 1                | 0                | —       | —       | —       | —       | —       |
| 2007–08      | «Мартіньї»          | НЛБ          | 36               | 7                | 5                | 12               | 72               | —       | —       | —       | —       | —       |
| 2008–09      | «Лангнау Тайгерс»   | НЛА          | 47               | 7                | 6                | 13               | 37               | —       | —       | —       | —       | —       |
| 2009–10      | «Лангнау Тайгерс»   | НЛА          | 50               | 9                | 9                | 18               | 28               | —       | —       | —       | —       | —       |
| 2010–11      | «Лангнау Тайгерс»   | НЛА          | 46               | 11               | 12               | 23               | 20               | 4       | 2       | 0       | 2       | 2       |
| 2011–12      | «Лангнау Тайгерс»   | НЛА          | 50               | 18               | 16               | 34               | 50               | —       | —       | —       | —       | —       |
| 2012–13      | «Лангнау Тайгерс»   | НЛА          | 35               | 10               | 11               | 21               | 44               | —       | —       | —       | —       | —       |
| 2013–14      | «Мілвокі Едміралс»  | АХЛ          | 48               | 8                | 18               | 26               | 8                | 3       | 0       | 0       | 0       | 0       |
| 2013–14      | «Нашвілл Предаторс» | НХЛ          | 6                | 1                | 1                | 2                | 2                | —       | —       | —       | —       | —       |
| 2014–15      | «Берн»              | НЛА          | 28               | 5                | 2                | 7                | 18               | 11      | 0       | 1       | 1       | 4       |
| 2015–16      | «Берн»              | НЛА          | 50               | 16               | 17               | 33               | 48               | 14      | 2       | 6       | 8       | 8       |
| 2016–17      | «Берн»              | НЛА          | 50               | 11               | 23               | 34               | 43               | 16      | 4       | 8       | 12      | 33      |
| 2017–18      | «Берн»              | НЛА          | 33               | 9                | 23               | 32               | 28               | 11      | 5       | 2       | 7       | 2       |
| 2018–19      | «Берн»              | НЛА          | 50               | 17               | 19               | 36               | 55               | 18      | 6       | 4       | 10      | 20      |
| 2019–20      | «Берн»              | НЛА          | 50               | 16               | 21               | 37               | 28               | —       | —       | —       | —       | —       |
| 2020–21      | «Берн»              | НЛА          | 48               | 11               | 8                | 19               | 26               | 9       | 2       | 1       | 3       | 4       |
| 2021–22      | «Берн»              | НЛА          | 48               | 10               | 21               | 31               | 20               | –       | –       | –       | –       | –       |
| 2022–23      | «Берн»              | НЛА          | 45               | 14               | 4                | 18               | 26               | 9       | 4       | 1       | 5       | 4       |
| 2023–24      | «Берн»              | НЛА          | 52               | 8                | 8                | 16               | 16               | 1       | 0       | 0       | 0       | 0       |
| Усього в НЛА | Усього в НЛА        | Усього в НЛА | 686              | 173              | 200              | 373              | 487              | 132     | 39      | 31      | 70      | 89      |
| Усього в НХЛ | Усього в НХЛ        | Усього в НХЛ | 6                | 1                | 1                | 2                | 2                | −       | −       | −       | −       | −       |

### Збірна
| Рік                | Команда            | Турнір             | Місце              | І  | Г  | П  | О  | ШХ |
| ------------------ | ------------------ | ------------------ | ------------------ | -- | -- | -- | -- | -- |
| 2007               | Швейцарія          | ЮЧС18              | 6-е                | 6  | 0  | 1  | 1  | 4  |
| 2009               | Швейцарія          | МЧС-D1             | 11-е               | 5  | 5  | 1  | 6  | 2  |
| 2011               | Швейцарія          | ЧС                 | 9-е                | 6  | 0  | 2  | 2  | 0  |
| 2012               | Швейцарія          | ЧС                 | 11-е               | 2  | 2  | 0  | 2  | 0  |
| 2013               | Швейцарія          | ЧС                 | 2                  | 10 | 3  | 2  | 5  | 6  |
| 2014               | Швейцарія          | ОІ                 | 9-е                | 4  | 1  | 0  | 1  | 2  |
| 2014               | Швейцарія          | ЧС                 | 10-е               | 7  | 0  | 2  | 2  | 6  |
| 2016               | Швейцарія          | ЧС                 | 11-е               | 7  | 3  | 3  | 6  | 6  |
| 2018               | Швейцарія          | ОІ                 | 10-е               | 4  | 2  | 1  | 3  | 0  |
| 2018               | Швейцарія          | ЧС                 | 2                  | 10 | 2  | 2  | 4  | 4  |
| 2019               | Швейцарія          | ЧС                 | 8-е                | 8  | 2  | 2  | 4  | 2  |
| 2022               | Швейцарія          | ОІ                 | 8-е                | 5  | 0  | 0  | 0  | 2  |
| Молодіжна збірна   | Молодіжна збірна   | Молодіжна збірна   | Молодіжна збірна   | 11 | 5  | 2  | 7  | 6  |
| Національна збірна | Національна збірна | Національна збірна | Національна збірна | 63 | 15 | 14 | 29 | 28 |